# Canicouva
Canicouva (también llamada San Estevo de Canicouva y oficialmente A Canicouva) es una parroquia del municipio de Pontevedra, en la provincia de Pontevedra, Galicia, España.

## Localización
La parroquia se sitúa en el sudoeste del término municipal. Linda al sudoeste con la parroquia de Puente Sampayo y al norte con la Marcón, ambas del mismo municipio. Al oeste limita con el término municipal de Vilaboa y al noreste con el Puente Caldelas.

## Historia
Formaba, junto con la parroquia de Puente Sampayo, el municipio homónimo de esta última. Se extinguió, por anexión con el municipio de Pontevedra, por decreto del ministerio de Gobernación, de 21 de abril de 1960.
El diccionario de Madoz, en su entrada, se recoge que:

La igl. parr., bajo la advocacion de San Esteban, es aneja de la de Sta Maria de Puente Sampayo, con la cual confina y con la de Justanes y Taboadelo.

## Demografía
Según el padrón municipal de habitantes de 2013, la parroquia tenía una población de 254 habitantes. Según el nomenclátor de ese mismo año, la parroquia (anejo) comprende las entidades de población de:
| Topónimo    | Categoría histórica | Población empadronada (2013) | Altitud | Distancia a la capital municipal |
| ----------- | ------------------- | ---------------------------- | ------- | -------------------------------- |
| Cacheiro    | lugar               | 78 hab.                      | 110 m   | 9,3 km                           |
| A Canicouva | lugar               | 165 hab.                     | 150 m   | 8,5 km                           |
| Sixto       | lugar               | 11 hab.                      | 80 m    | 9 km                             |

### Evolución
La evolución demográfica de la parroquia desde el año 2000 es la siguiente:
| 322                                                                              | 321 | 317 | 318 | 308 | 299 | 292 | 289 | 280 | 278 | 269 | 261 | 252 | 254 |
| (Fuente: Población según padrón municipal de habitantes. Fuente INE (2000-2012)) |     |     |     |     |     |     |     |     |     |     |     |     |     |

| Gráfica de evolución demográfica de Canicouva entre 2000 y 2013         |
|                                                                         |
| Población según padrón municipal de habitantes. Fuente INE (2000-2012). |

El diccionario de Madoz (1846) recoge:

Comprende los l. [lugares] de su nombre y de Cacheiro, que reunen 90 CASAS. [...] POBL.: 83 vec. [vecinos] 363 alm. [almas].

## Patrimonio
Según el proyecto "Todo Pontevedra", de su ayuntamiento, forman parte del patrimonio parroquial, la iglesia parroquial, su cementerio, la capilla de san Amaro, molinos, lavaderos, cruceros, petroglifos, una necrópolis (Cama do Santo), un túmulo, el puente de Chans y un castro (Monte do Castro). De ellos, según el plan General de Ordenación Municipal (fase 2ª, Avance, de junio de 2007) están inventariados por la Dirección General de Patrimonio Cultutal de la Consejería de Cultura de la Junta de Galicia, como yacimientos arqueológicos, los siguientes:
Cama do Santo
Es un sepulcro antropomorfo medieval. Situado en el lugar de Canicouva, está excavado en roca.
Monte do Castro
Se trata de un castro de la Edad de Hierro, localizado en el lugar de Sixto. Está formado por dos recintos: uno central y otro situado al norte del primero a una cota inferior, que es el actual acceso al emplazamiento.
Túmulo de A Román/O Cruceiro
Se trata de un túmulo neolítico, con unas dimensiones aproximadas de 20,0 m × 11,5 m × 1,5 m, con un cono de violación central.
Petroglifo de A Román/O Cruceiro
Este fragmento de petroglifo, datado en la Edad de Bronce/Calcolítico, está situado en el cierre de una finca.
Outeiro de las Forcadas, donde existe un mirador natural desde el que se pueden vislumbrar vistas de la ría de Vigo y el valle de Sotomayor.
Coto de las Saleiras, donde descansa la "Roca de los Franceses" y bajo la que, según la tradición popular, yacen los soldados muertos en la batalla de Puente Sampayo, que vagarán eternamente por los aledaños.